# Tournon
Tournon is een gemeente in het Franse departement Savoie (regio Auvergne-Rhône-Alpes) en telt 509 inwoners (2005). De plaats maakt deel uit van het arrondissement Albertville.

## Geografie
De oppervlakte van Tournon bedraagt 4,8 km², de bevolkingsdichtheid is 106,0 inwoners per km².
De onderstaande kaart toont de ligging van Tournon met de belangrijkste infrastructuur en aangrenzende gemeenten.

## Demografie
Onderstaande figuur toont het verloop van het inwonertal (bron: INSEE-tellingen).

## Geboren
- Sébastien Joly (1979), wielrenner